# Cisticola marginatus
El cistícola del Nilo (Cisticola marginatus) es una especie de ave paseriforme de la familia Cisticolidae propia del África subsahariana al norte del paralelo 11 sur.

## Taxonomía
Fue descrito científicamente en 1869 por el ornitólogo alemán Theodor von Heuglin.
En la actualidad se reconocen cinco subespecies:
- C. m. amphilectus Reichenow, 1875 Se extiende el oeste de África, desde Mauritania y Senegal a Ghana, el suroeste de Camerún y el noroeste de Angola;
- C. m. zalingei Lynes, 1930 se encuentra del norate de Nigeria al oeste de Sudán;
- C. m. marginatus (Heuglin, 1869) ocupa Sudán del Sur y el norte de Uganda;
- C. m. nyansae Neumann, 1905 presente del centro de la República democrática del Congo a  Uganda y Kenia;
- C. m. suahelicus Neumann, 1905 se extiende por sureste de la RD del Congo, Tanzania y el noreste de Zambia.

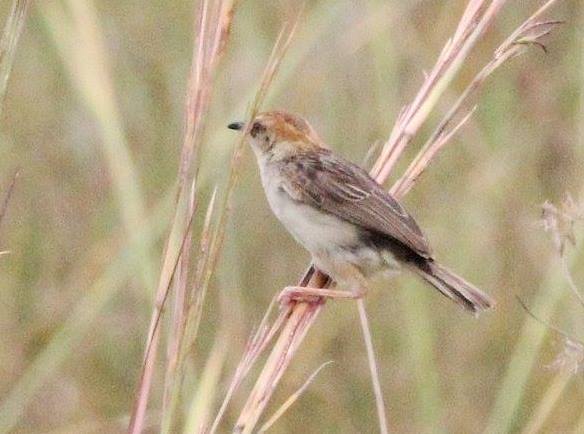
Cisticola marginatus amphilectus en Angola.

Anteriormente se consideraba conespecífico del cistícola alirrojo, Cistícola del Luapula, el cistícola costero y el cistícola lúgubre, pero ahora se consideran especies separadas. T

## Distribución y hábitat
A pesar de su nombre, el cistícola del Nilo se encuentra solo en el curso alto del río Nilo, aunque se extiende de forma fragmentada por la mayor parte de las zonas húmedas de África, desde el Sahel hasta el paralelo 11 sur. 
Su hábitat natural son los humedales y los herbazales húmedos o temporalmente inundables.